# Max Maercker
Max(imilian) Heinrich Maercker, född 24 oktober 1842 i Calbe (Saale), död 19 oktober 1901 i Giessen, var en tysk lantbrukskemist. 
Maercker blev 1864 filosofie doktor i Greifswald och var från 1871 till sin död föreståndare för försöksanstalten i Halle an der Saale samt blev tillika 1872 extra ordinarie och 1892 ordinarie professor i lantbrukskemi vid universitetet i denna stad. 
Maercker var en av Tysklands mest bemärkta och högst uppskattade män på lantbruksvetenskapens område, mindre till följd av banbrytande upptäckter eller forskning, utan främst genom sin förmåga att göra sina vetenskapliga arbeten direkt nyttiga för jordbruket. Genom sina studier om alkoholjäsning och sin 1877 utgivna Handbuch der Spiritusfabrikation (sjunde upplagan 1898) betraktas han av sina landsmän som den rationella sprittillverkningens upphovsman. 
Maercker utförde även praktiskt viktiga undersökningar rörande sockerframställning samt de därvid erhållna avfallsämnenas användande. På det egentliga jordbruksvetenskapliga området inlade han stor förtjänst genom att förbättra tekniken för odlings- och gödslingsförsök på fria fältet, och han befordrade därigenom i hög grad användning av konstgödsel, särskilt kalisalpeter och thomasfosfat, men ägnade sig även åt näringsfysiologiska arbeten, särskilt genom utfodringsförsök med avfallsprodukter från lantbruksindustrin. Sina försök utförde han dels ute hos jordbrukarna, dels till stor del på Lauchstädt, där 1895 anordnades en försöksgård, som under hans ledning utvecklades till en av de främsta i sitt slag. Likaså blev det lantbrukskemiska laboratoriet i Halle an der Saale en verklig mönsteranstalt.